# Die Cappuccinos
Die Cappuccinos est un boys band allemand.

## Histoire
Le groupe se forme en 2007 après un casting initié par la chanteuse Kristina Bach et le magazine Superillu. À la fin, parmi 23 candidats, sont retenus les frères néerlandais René et Michèl Ursinus, Peter Bruckner de Suhl et Robert Kaufmann de Bautzen. Ils savent chanter et jouer d'un instrument et ont eu une carrière amateur.
Le groupe sort en avril 2009 un premier album écrit et produit le plus souvent par Kristina Bach. Die Cappuccinos se font un nom et apparaissent à la télévision.
Au printemps 2010 sort le deuxième album Ungeküsst qui atteint la 47e place des ventes en Allemagne. Party auf dem Mond, le troisième paru en juillet 2011, est 33e.
En septembre 2014, Robert Kaufmann annonce son départ du groupe.

## Discographie
Albums
- Die Cappuccinos (2009)
- Ungeküsst (2010)
- Party auf dem Mond (2011)
- Wie geil ist das denn? (2013)
- Best-of (2014)
- Zusammen stark (2015)

Singles
- Wie geil ist das denn? (2013)
- Rosanne (2015)

## Source de la traduction
- (de) Cet article est partiellement ou en totalité issu de l’article de Wikipédia en allemand intitulé « Die Cappuccinos » (voir la liste des auteurs).